# Bürstenhornblattwespen
Die Bürstenhornblattwespen (Argidae) sind eine Familie der Pflanzenwespen. Von den weltweit über 800 Arten leben etwa 40 in Europa.

## Merkmale
Es handelt sich um kleine bis mittelgroße (meist unter 10 mm, einige bis 14 mm), kompakt gebaute Pflanzenwespen. Charakteristisch und wesentliches Erkennungsmerkmal ist der Bau der Fühler. Diese bestehen aus nur drei Gliedern, indem alle Glieder der Fühlergeißel zu einem einzigen langgestreckten Segment verschmolzen sind. Dieses große Fühlerglied ist bei den Weibchen meist etwas keulenförmig nach vorn verdickt. Bei den Männchen ist es nur auf einer Seite mit einem dichten Flaum kurzer Borsten besetzt, worauf der Name Bezug nimmt. Stark abgewandelt ist das dritte Fühlerglied bei den Männchen der Unterfamilie Sterictiphorinae. Hier ist es bis fast zum Grund in zwei parallele Äste gespalten (stimmgabelförmig). Der Körperbau ähnelt im Übrigen dem der Echten Blattwespen. Am Rumpf ist die Vorderbrust (Prothorax) recht kurz und nach hinten halbkreisförmig eingezogen. Die Cenchri, das sind zwei Flecken mit kurzen Börstchen auf der Thoraxoberseite, die die Flügel in Ruhestellung fixieren, sind bei ihnen meist besonders groß und auffällig. An den Beinen befinden sich bei der Gattung Arge Sporne nahe dem Vorderende (präapikal), diese fehlen den anderen Gattungen. Die Vordertibien besitzen zwei Endsporne ohne besondere Umbildungen. Die Flügel weisen in der Regel ein auffallendes Flügelmal (Pterostigma) auf, häufig sind sie außerdem gefleckt oder gebändert. Am breit ansitzenden, meist recht kurzem Hinterleib sitzt beim Weibchen ein Legebohrer, der recht kurz ist und den Hinterleib in Ruhestellung nicht überragt. Die den eigentlichen Bohrer bildenden Valvenpaare sind zu einer sägeblattartigen Struktur verschmolzen. Bürstenhornblattwespen sind meist auffällig gefärbt und gezeichnet. Viele Arten zeigen Rot- und Gelbtöne, kombiniert mit Schwarz, die als Warntracht dienen. Viele Arten weisen metallisch schillernde Farben auf.

## Larven
Die Larven ähneln in der Körpergestalt Schmetterlingsraupen. Sie sind weichhäutig mit einer runden bis ovalen, hart sklerotisierten Kopfkapsel. Am Kopf sitzt an jeder Seite ein einlinsiges Larvenauge. Am Rumpf sitzen drei Paare fünfgliedriger Beine. Auch an den Hinterleibssegmenten sitzen paarweise kurze Scheinfüßchen, die am ersten und achten Segment immer fehlen, je nach Art sind sechs bis acht Paare vorhanden. Am Körperende sitzen bei einigen Arten zwei kurze, stummelförmige Anhänge. Die Rumpfseiten tragen manchmal lappenförmige Auswüchse. Die Larven sind oft grün gefärbt, oder sie weisen eine auffallende, farbige Warntracht auf.

## Lebensweise
Die Larven nahezu aller Arten sind frei sitzende Pflanzenfresser. Wenige, vor allem amerikanische Arten minieren in Blättern, z. B. Schizocerella pilicornis in Blättern von Portulak. Befressen wird eine Vielzahl unterschiedlicher Pflanzenarten. Viele Arten fressen die Blätter von Laubbäumen und Sträuchern, in Mitteleuropa vor allem Weiden und Birken. Einige Arten sind auf Rosen spezialisiert, an denen sie auch in Gärten vorkommen. Andere Arten fressen an krautigen Pflanzenarten. Fast alle Arten sind auf eine oder wenige verwandte Pflanzenarten spezialisiert (monophag oder oligophag). Die bei vielen Arten frei und manchmal in größeren Ansammlungen an Pflanzen sitzenden Larven sind meist durch Giftstoffe (Toxine) gegen Fraßfeinde geschützt. Bei Bedrohung nehmen die Larven eine charakteristische s-förmige Schreckstellung ein. Die Giftwirkung der Hämolymphe wurde an Ameisen nachgewiesen.
Die Imagines sind meist schlechte und träge Flieger und in der Nähe ihrer Wirtspflanzen anzutreffen. Die meisten Arten nehmen offensichtlich im Imaginalstadium keine Nahrung auf. Andere Arten besuchen Blüten mit offen dargebotenem Nektar, besonders häufig Doldenblütler. Einige außereuropäische Arten (z. B. Gattung Sericoceros) bleiben bei ihrem Eigelege und verteidigen es gegen Parasitoide.
Die Entwicklung der Larven bis zur Imago kann bei vielen Arten sehr rasch, im Verlauf einiger Wochen, ablaufen. Einige Arten auch der gemäßigten Breiten haben deshalb sehr viele (vier und mehr) Generationen pro Jahr.

## Wirtschaftliche Bedeutung
Von den zahlreichen Arten der Familie sind nur wenige als Schädlinge bekannt geworden. Die meisten Arten bilden relativ stabile Bestände und neigen nicht zu Massenvermehrungen (Gradationen). Die durch sie verursachten Schäden an Pflanzen sind deshalb überwiegend gering. Einige Arten in Ostasien und Nordamerika können gelegentlich an Waldbäumen Schäden verursachen, vor allem an Birke. Eine vor wenigen Jahren nach Europa eingeschleppte Art, Aproceros leucopoda, verursacht Kahlfraß an Ulmen. Andere als Schädlinge geltende Arten sind Atomacera decepta an Hibiskus und verschiedene Arge-Arten an Zierrosen.
Einige Arten der Argidae werden getestet, um im Rahmen der biologischen Schädlingsbekämpfung unerwünschte, meist eingeschleppte Pflanzenarten einzudämmen, so z. B. Atomacera petroa gegen die nach Hawaii eingeschleppte Baumart Miconia calvescens oder Arge humeralis gegen den Giftefeu (Toxicodendron pubescens).
Aus verschiedenen Ländern werden gelegentlich Vergiftungsfälle bei Haustieren durch Pflanzenwespenlarven gemeldet, die diese versehentlich beim Fressen mit aufgenommen hatten.

## Systematik und Verbreitung
Die Familie ist weltweit verbreitet und hat ihren Verbreitungsschwerpunkt in den Tropen. Bürstenhornblattwespen gehören in die Überfamilie Tenthredinoidea. Ihre Schwestergruppe ist mit hoher Wahrscheinlichkeit die tropische Familie Pergidae.
Von den insgesamt 10 Unterfamilien leben die meisten nur in Südamerika und in Australien. In Europa kommen Vertreter aus zwei Unterfamilien vor. Im Folgenden werden nur die in Europa vorkommenden Gattungen dieser Unterfamilien aufgeführt.
- Unterfamilie Arginae
  - Arge – 18 Arten in Deutschland.
    - Arge ciliaris
    - Arge cyanocrocea
    - Arge enodis
    - Arge gracilicornis
    - Arge humeralis
    - Arge melanochra
    - Rosenbürstenhornwespe (Arge ochropus)
    - Blauschwarze Rosenbürstenhornblattwespe (Arge pagana)
    - Arge rustica
    - Arge thoracica
- Unterfamilie Sterictiphorinae
  - Aprosthema – möglicherweise 10 Arten in Deutschland (Artabgrenzung z. T. unsicher)
  - Sterictiphora – möglicherweise 5 Arten in Deutschland. Von einer Art ist bisher nur ein Individuum (das Typusexemplar) gefunden worden.
    - Sterictiphora angelicae
    - Sterictiphora furcata
    - Sterictiphora geminata
    - Sterictiphora longicornis

  - Aproceros – nur eine eingeschleppte Art: Aproceros leucopoda